# قتاد منزوع الحواف
القَتَاد منزوع الحواف (باللاتينية: Astragalus emarginatus) نوع نباتي عشبي من جنس القتاد.

## البيئة والانتشار
موطنه بلاد الشام وتركيا.